# Teocentrismo

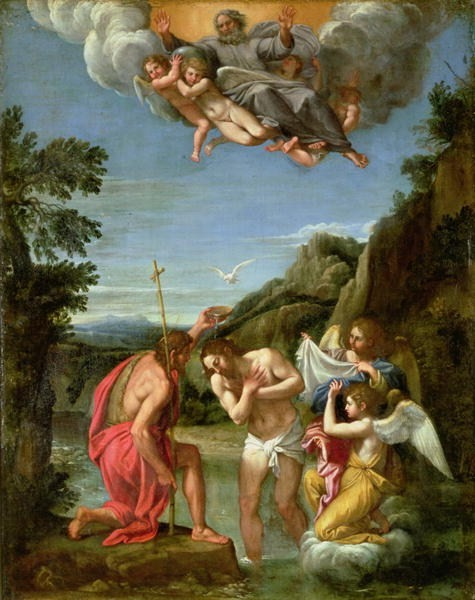
El Padre, el Hijo y el Espíritu Santo en el cuadro El bautismo de Cristo, de Francesco Albani (1578-1660)

El teocentrismo es la creencia de que Dios es el aspecto central de la existencia, y a diferencia del antropocentrismo y el existencialismo,[cita requerida] desde este punto, el significado y el valor de las acciones realizadas a las personas o al medioambiente se atribuyen a Dios. Los principios del teocentrismo, como la humildad, el respeto, la moderación, el desinterés y la atención plena, pueden prestarse a una forma de ambientalismo. En la teología moderna, el teocentrismo a menudo se vincula con la mayordomía y la ética ambiental o el cuidado de la Creación. Es la creencia de que el ser humano debe cuidar el mundo como guardián y por tanto como Dios quiere que lo haga. Los humanos deben ser considerados con todos, desde los animales hasta las plantas y los mismos humanos. Sostiene que los seres humanos solo están aquí por un corto tiempo y deberían estar cuidando el mundo para las generaciones futuras.
En la teología cristiana, el teocentrismo se ha utilizado a veces para describir las teologías que se centran en Dios Padre, a diferencia de las que se centran en Cristo (cristocéntrica) o el Espíritu Santo (neumocéntrica). El teocentrismo fue un elemento clave de la cristología de San Agustín. Este punto de vista es resistido entre algunos teólogos sobre la base de que plantea un desafío a la trinidad. Uno de estos teólogos es Carl Baaten, quien dijo: "Si uno puede hablar de Dios que es realmente Dios aparte de Cristo, de hecho, no hay razón para la doctrina de la Trinidad. Algún tipo de unitarismo hará el trabajo". Paul F. Knitter, en su defensa como cristiano teocéntrico, dijo que depende de cómo se vea la unidad entre Dios y Jesucristo dentro de la trinidad. Él dice que "no podemos afirmar tan clara o exclusivamente que el Logos/Cristo es Jesús. La actividad de 'encarnación' del Logos se actualiza en Jesús, pero no se restringe a él. El Dios manifestado en y como Jesús de Nazaret es el único verdadero Dios".
Sin embargo, el término puede ser confuso porque el teocentrismo también puede referirse a una teología que no se centra en ninguna persona de la Trinidad, sino que enfatiza toda la Deidad como un todo. En cambio, las teologías que se centran en el Padre a veces se denominan paterocéntricas.
Es popular entre el cristianismo, el judaísmo y el islam.